# EIGRP
Enhanced Interior Gateway Routing Protocol — (EIGRP) — це пропрієтарний протокол маршрутизації, що базується на старому протоколі IGRP. EIGRP — дистанційно-векторний протокол маршрутизації, що був оптимізований для зменшення нестабільності протоколу після змін топології мережі, уникнення проблеми зациклення маршруту та більш ефективного і економного використання потужностей маршрутизатора. Роутери, що підтримують протокол EIGRP також підтримують і IGRP та перетворюють маршрутну інформацію для IGRP-сусідів з 32-бітної метрики EIGRP у 24-бітну метрику стандарту IGRP.
Алгоритм визначення маршруту базується на алгоритмі Дейкстри пошуку в глибину на графі.
EIGRP обчислює і враховує 5 параметрів для кожної ділянки маршруту між вузлами мережі:
- Total Delay — Загальна затримка передачі (з точністю до мікросекунди)
- Minimum Bandwidth — Мінімальна пропускна спроможність (в Кб/с — кілобіт/секунду)
- Reliability — Надійнсть (оцінка від 1 до 255; 255 найбільш надійно)
- Load — Завантаження (оцінка від 1 до 255; 255 найбільш завантажено)
- Maximum Transmission Unit (MTU) (не враховується при обчисленні оптимального маршруту, береться до уваги окремо) — максимальний розмір блоку, що можливо передати по ділянці маршруту.

Формула обчислення оцінки ділянки:
{\displaystyle {\bigg [}{\bigg (}K_{1}\cdot {\text{Bandwidth}}+{\frac {K_{2}\cdot {\text{Bandwidth}}}{256-{\text{Load}}}}+K_{3}\cdot {\text{Delay}}{\bigg )}\cdot {\frac {K_{5}}{K_{4}+{\text{Reliability}}}}{\bigg ]}\cdot 256}
де ({\displaystyle K_{1}}-{\displaystyle K_{5}}) — змінні, що визначаються вручну користувачем для зміни приорітетів обчислення оцінок. За умовчанням всі змінні дорівнюють 1.
EIGRP обчислює пропускну спроможність і затримку так:
Bandwidth = 107 / Interface Bandwidth (пропускна спроможність інтерфейсу)
Delay = Interface Delay(затримка інтерфейсу) / 10
На маршрутизаторах Cisco Interface Bandwidth (пропускна спроможність інтерфейсу) є налаштованим параметром, що задається користувачем. Аналогічно Interface Delay (затримка інтерфейсу) є конфігурованим статичним параметром.
EIGRP також обчислює кількість вузлів (хопів — hop) для кожного маршруту, проте не використовує це в обчисленні маршруту. Це лише перевіряється з вбудованим максимумом на маршрутизаторі EIGRP (за умовчанням це встановлюється на 100 і може бути змінено на будь-яке значення між 1 і 255). Якщо число хопів для певного вузла вище, ніж максимум, вузол вважатиметься як недосяжний маршрутизатором.

## External links
- Cisco IOS IPv6 Configuration Guide, Release 12.4: Implementing EIGRP for IPv6[недоступне посилання]
- EIGRP—A Fast Routing Protocol Based on Distance Vectors
- IGRP Metric [Архівовано 17 січня 2009 у Wayback Machine.]
- Loop-free Routing Using Diffusing Computations
- Termination Detection for Diffusing Computations [Архівовано 24 липня 2008 у Wayback Machine.]
- What you need to know about EIGRP [Архівовано 4 січня 2009 у Wayback Machine.]
- EIGRP demos [Архівовано 1 вересня 2009 у Wayback Machine.]